# George McCabe
 (avril 2017).
Si vous disposez d'ouvrages ou d'articles de référence ou si vous connaissez des sites web de qualité traitant du thème abordé ici, merci de compléter l'article en donnant les références utiles à sa vérifiabilité et en les liant à la section « Notes et références ».
George McCabe, né le 13 mars 1922 à Sheffield et mort en janvier 2001 dans la même ville, était un arbitre anglais de football. 

## Carrière
Il a officié dans des compétitions majeures : 
- Coupe du monde de football de 1966 (1 match)
- Coupe d'Angleterre de football 1968-1969 (finale)